# 西昌南站
西昌南站（彝文时刻表上站名写作ꀒꎂꒉꂪ/op rro yy hmy）是一个成昆线上的铁路车站，位于四川省凉山彝族自治州西昌市马道街道，目前为二等站，邮政编码为615031。目前客运：办理旅客乘降；不办理行李、包裹托运；货运整车货物及集装箱发到，但散堆装货物仅办理生铁发送。西昌南站是成昆线上的区段性编组站；所有旅客列车都在此更换机车、进行技术作业；货物列车均在此进行编组解体作业:384。
车站建于1970年，当时为一级二场规模：其中到发场、编组场各设6条股道:384。1999年成昆铁路电气化扩建至现规模，车站站房由站场西侧搬至东侧:97。车站原为成都铁路局下辖的直属站，2004年12月并入西昌车务段:861。

## 车站结构

### 站房
西昌南站目前使用的站房于1998年11月26日开工，1999年12月30日建成投用，由成都铁路局成昆铁路电气化指挥部施工建造。
- 售票处
- 候车室
- 出站口
- 车站机关

### 站场
西昌南站为一级三场横列式区段站，自东向西分别为到发Ⅰ场、编组Ⅲ场和到发Ⅱ场。两个到发场均设有4条到发线，Ⅰ场为客车到发场，正线为Ⅱ道，为客正线；Ⅱ场为货车到发场，正线亦为Ⅱ道，为货正线。Ⅲ场设有11条股道（预留2条），承担燕岗、攀枝花和密地（位于渡口铁路上）三个方向的列车解体编组任务。
西昌南站货场位于站房南侧，是凉山州最大的综合性货运办理站，货源吸引区为西昌市及周边，面积8.7万平方米。货场主要发到货物品类包括金属矿、钢铁、矿建、农副、粮食及化肥等。货场内设有5条股道、4座仓库，其中A号仓库面积3140平方米，B号仓库3140平方米，C号仓库3375平方米，D号仓库3375平方米；另设有集装箱货区4357平方米，可堆存210标箱；露天货区750平方米，笨重货区3880平方米。站内设有通往凉山州西昌南储运公司、西昌市燃气有限公司、西昌机务段和重钢西昌矿业的专用线共5条。

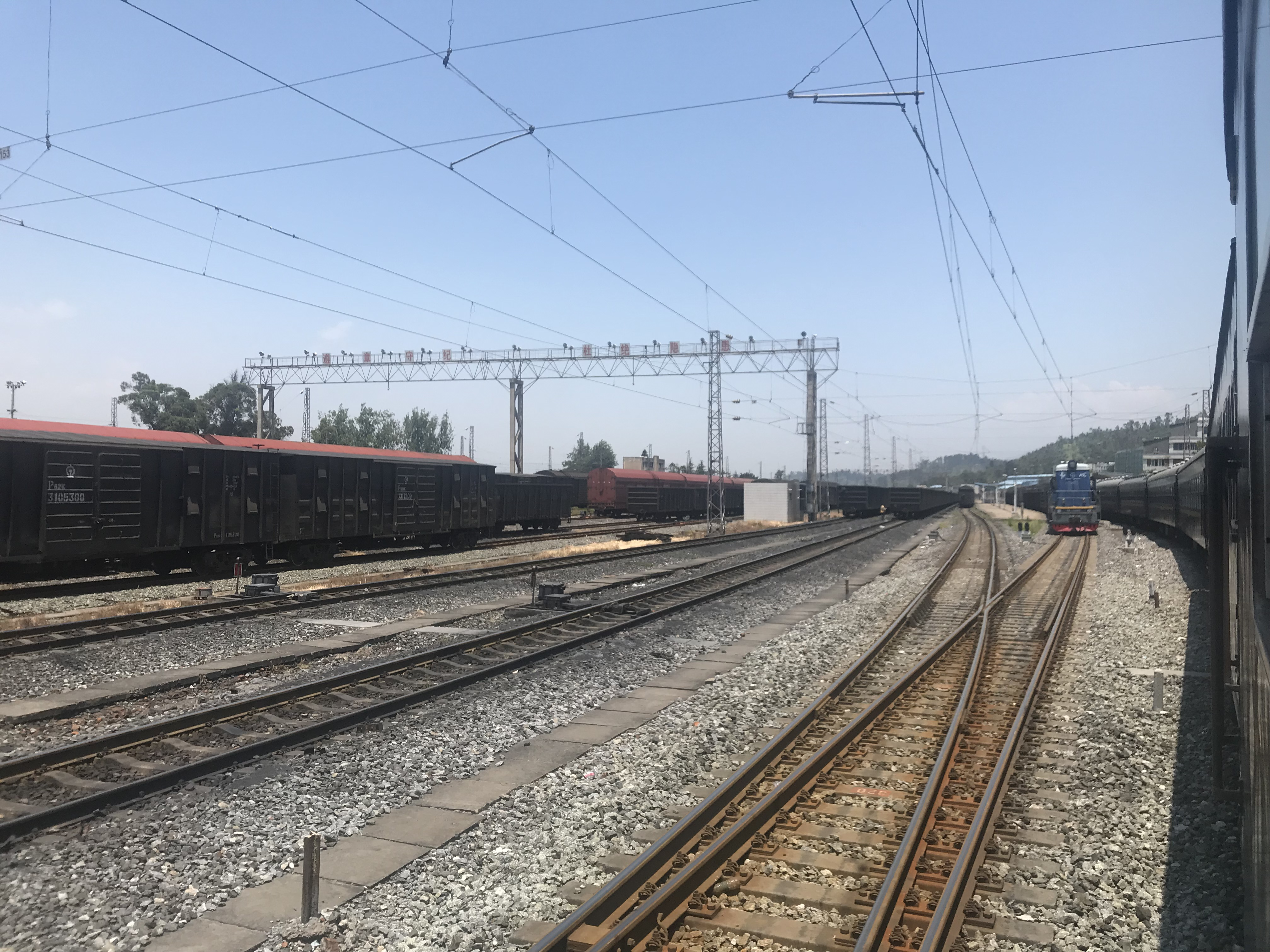
到发Ⅰ场
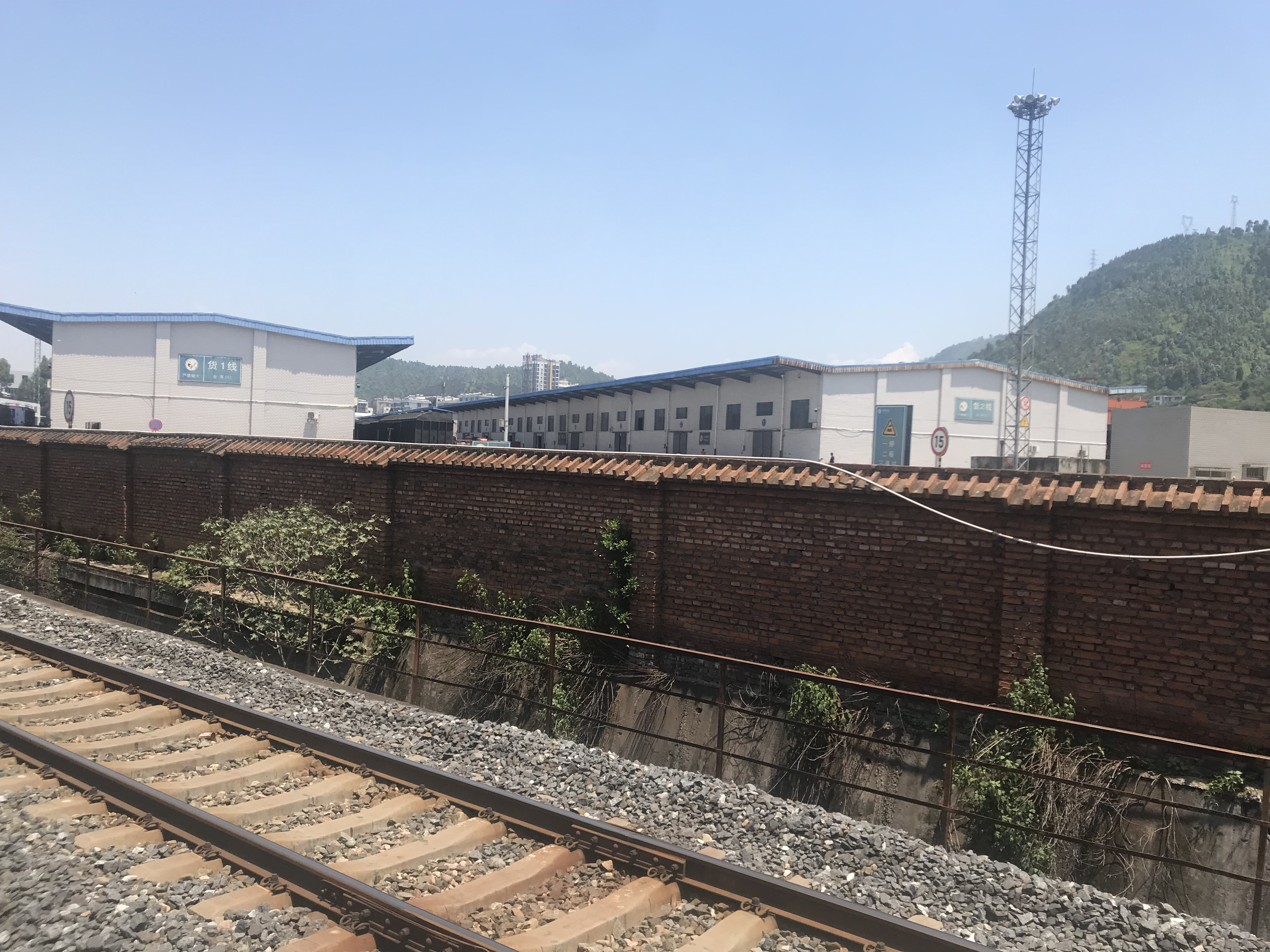
货场
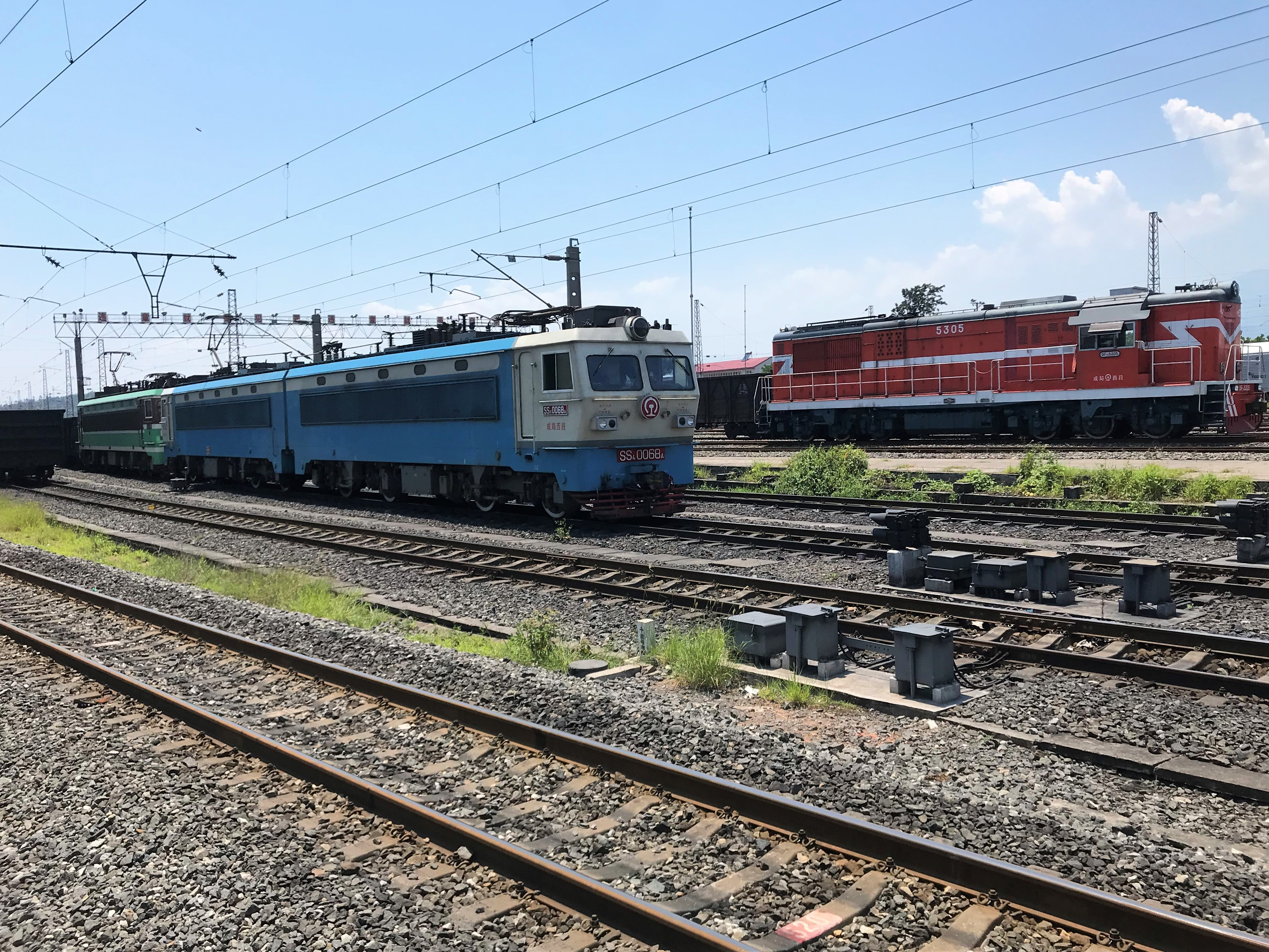
配属西昌机务段的韶山4型電力機車第0068号、韶山3型电力机车和东风7C型柴油机车分别位于Ⅰ场和Ⅲ场
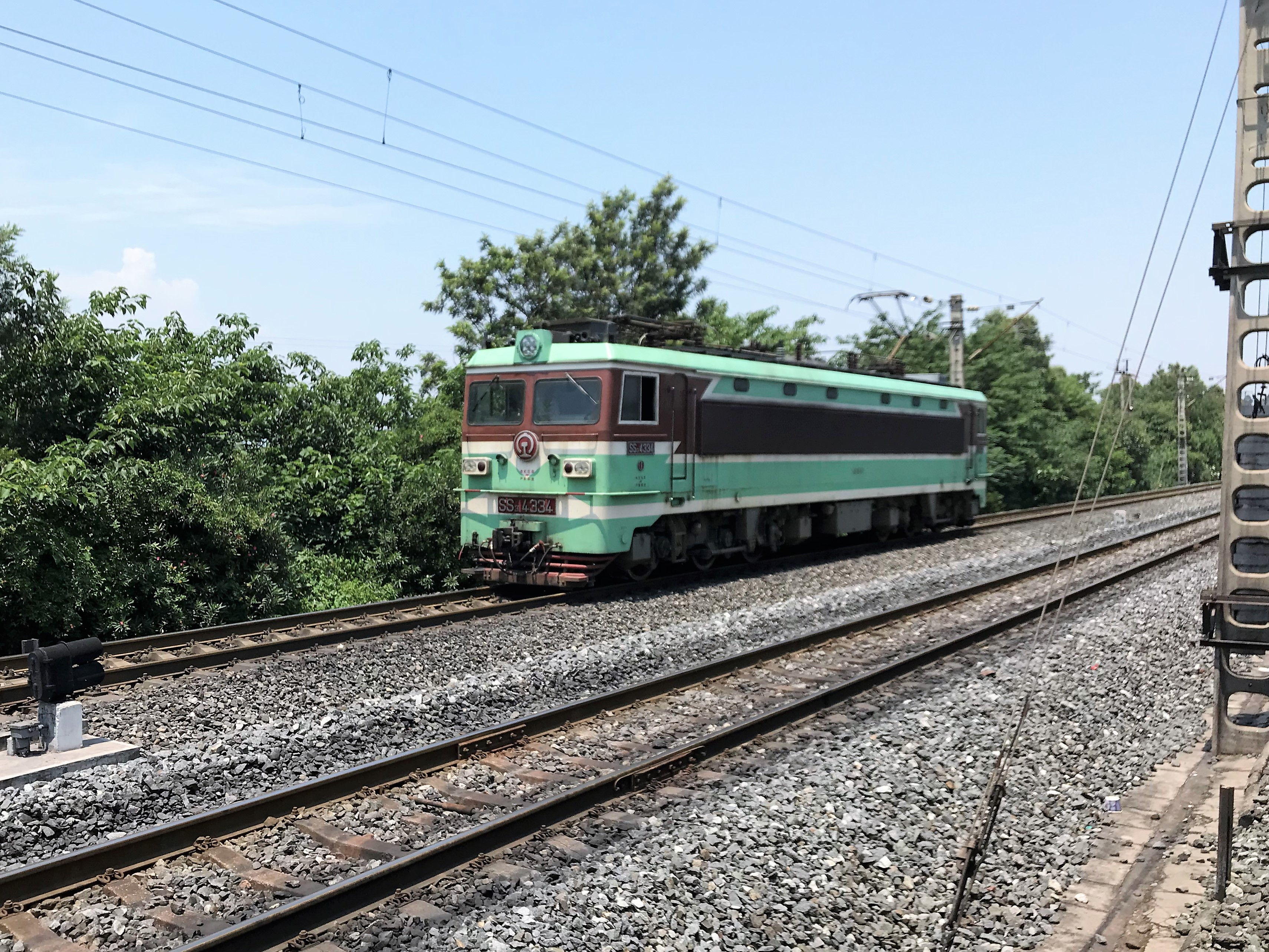
韶山3型電力機車于编组场驼峰
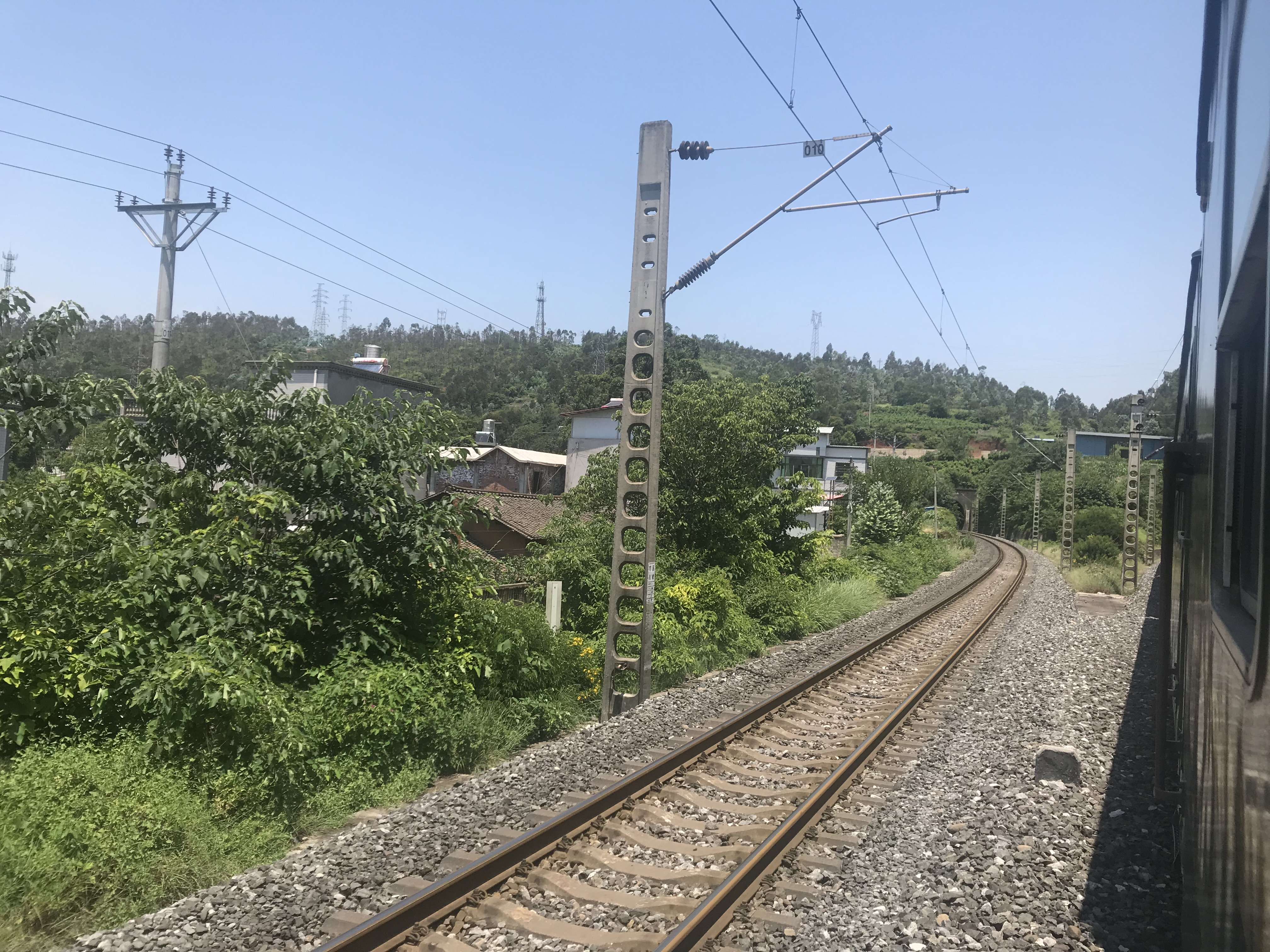
车站南咽喉的货正线